# Eoscarta walkeri
Eoscarta walkeri är en insektsart som först beskrevs av Metcalf 1955.  Eoscarta walkeri ingår i släktet Eoscarta och familjen spottstritar. Inga underarter finns listade i Catalogue of Life.